# سد امارینینا
سد امارینینا (به لاتین: Emmarentia Dam) یک سد در آفریقای جنوبی است که در ژوهانسبورگ واقع شده‌است.